# Grisy-Suisnes
Grisy-Suisnes är en kommun i departementet Seine-et-Marne i regionen Île-de-France i norra Frankrike. Kommunen ligger i kantonen Brie-Comte-Robert som tillhör arrondissementet Melun. År 2022 hade Grisy-Suisnes 2 848 invånare.

## Befolkningsutveckling
Antalet invånare i kommunen Grisy-Suisnes
| Referens: INSEE |